# Fortnight (bài hát)
"Fortnight" là một bài hát của nữ ca sĩ kiêm nhạc sĩ sáng tác bài hát người Mỹ Taylor Swift, hợp tác với rapper người Mỹ Post Malone trong album phòng thu thứ mười một  The Tortured Poets Department (2024). Họ sáng tác bài hát này cùng với nhà sản xuất Jack Antonoff. Republic Records phát hành "Fortnight" làm đĩa đơn mở đường của album vào ngày 19 tháng 4 năm 2024.